# Šarišské Michaľany
Šarišské Michaľany es un municipio del distrito de Sabinov en la región de Prešov, Eslovaquia, con una población estimada a final del año 2024 de 2695 habitantes.
Se encuentra ubicado en el centro-oeste de la región, en el valle del río Torysa (cuenca hidrográfica del río Tisza).

## Demografía
| Año        | 1994 | 2004    | 2014    | 2024    |
| ---------- | ---- | ------- | ------- | ------- |
| Población  | 2621 | 2698    | 2855    | 2695    |
| Diferencia |      | +2,93 % | +5,81 % | −5,60 % |

| Año        | 2023 | 2024    |
| ---------- | ---- | ------- |
| Población  | 2700 | 2695    |
| Diferencia |      | −0,18 % |